# Sam Hallam
Sam George Hallam, född den 15 juli 1979 i Västerleds församling, Stockholms län, är en svensk före detta ishockeyspelare och nuvarande förbundskapten för Tre Kronor. Kontraktet sträcker sig över säsongen 2025/2026, vilket inkluderar hemma-VM 2025 och  OS 2026.

## Karriär
Hallam är född och uppvuxen i Stockholm där han spelade i AIK:s ungdomsverksamhet. Som 20-åring flyttade Hallam till Karlskoga där han spelade för dåvarande Bofors IK. Han slutade som spelare inom ishockeyn vid 24 års ålder på grund av ryggproblem. Därefter blev han assisterande tränare i samma klubb där han så småningom också blev huvudtränare. Hallam har brittiskt påbrå.

## Klubbar som ishockeyspelare
- AIK J20  (1996/1997)
- AIK (1997/1998)
- AIK J20  (1998/1999)
- Tumba/Botkyrka (1999/2000)
- Bofors IK (2000/2001–2003/2004)
- Bofors IK J20 (2004/2005)

## Klubbar som tränare
- Bofors IK (2006/2007–2008/2009) Asst. Coach
- Bofors IK (2008/2009–2011/2012) Head Coach
- Växjö Lakers HC (2012/2013) Asst. Coach
- Växjö Lakers HC (2012/2013–2021/2022) Head Coach  SM-guld 2014/2015, 2017/2018 och 2020/2021

Tre Kronor
Sam Hallam började som förbundskapten för Tre Kronor den 1 maj 2022, efter att ha ersatt Johan Garpenlöv . Han presenterades officiellt som ny förbundskapten den 9 december 2021, och hans kontrakt sträcker sig över fyra säsonger, inklusive VM 2025 i Sverige och OS 2026 i Milano.
Hallams första landskamp som förbundskapten var under Karjala Cup i november 2022, där Sverige mötte Tjeckien, Schweiz och Finland .